# Taketo Gohara
Taketo Gohara (合原 健人?, Gohara Taketo; Milano, 23 gennaio 1975) è un produttore discografico, arrangiatore, compositore e sound designer giapponese.

## Biografia
Taketo Gohara nasce a Milano nel 1975 da una famiglia di artisti. Suo padre Yukio è pittore e designer mentre la madre Hiroko è soprano, con trascorsi in numerosi teatri nel mondo tra cui il Regio di Parma, ed ex docente di canto presso l'Università di lirica a Tokyo. Gohara studia sin da piccolo pianoforte e frequenta le scuole elementari e medie giapponesi a Milano. Si iscrive poi al Liceo classico Giosuè Carducci dove frequenta il ginnasio poi si trasferisce al Liceo classico Parini e nello stesso periodo inizia anche a suonare la chitarra, il basso e altri strumenti in vari gruppi dell'underground milanese, per poi iscriversi ad un corso di tecnico del suono.
Dopo il liceo inizia a lavorare ai Metropolis Recording studios. Lavora anche come traduttore di fumetti manga per alcune case editrici. Nel 2001 entra nelle Officine Meccaniche, studio di registrazione di Mauro Pagani. Qui, come primo lavoro, cura il disco Domani, ma fu poi con Vinicio Capossela che nacque un vero e proprio sodalizio artistico/produttivo che ebbe inizio con l'album Ovunque proteggi.
Nel corso della sua carriera ha lavorato come produttore, arrangiatore e tecnico del suono con vari gruppi e artisti italiani tra cui Vinicio Capossela, Brunori Sas, Elisa, Patty Pravo, Biagio Antonacci, Davide Van De Sfroos, Dardust, Motta, Vasco Brondi, Giovanni Caccamo, Renzo Rubino, Remo Anzovino, Cesare Picco, Ministri, Negramaro, Alberto Bianco, Marlene Kuntz, Verdena, Noemi e Neffa.
Come compositore ha creato negli anni diverse musiche per film, balletti e pubblicità.
È noto anche nel mondo dell’arte contemporanea; sua è l’opera per l’inaugurazione del Miart del 2022 in collaborazione con il pittore Eugenio Tibaldi “Marginal Carillon” voluta fortemente dalla curatrice d’arte Irina Zucca.
Nell'ambito cinematografico è specializzato come sound designer e ha all'attivo più di 30 film al missaggio di colonne sonore in Surround.
Insegna stabilmente Sound Design all'Istituto Europeo di Design e al Centro Professione Musica di Milano oltre a tenere varie Master Class sul mondo del suono in contesti accademici e lavorativi.